# Eta Akwarydy
Eta Akwarydy (η Akwarydy, ETA); (łac. eta Aquarids) – nazwa roju meteorów pochodząca od gwiazdy Eta Aquarii w gwiazdozbiorze Wodnika (łac. Aquarius), z okolic której „promieniują”, czyli posiadają tam swój radiant. Zjawisko to można obserwować począwszy od 19 kwietnia do 28 maja, przy czym czas maksymalnej aktywności pojawia się zwykle koło 6 maja.
Rój ten powstał na skutek przelotów w okolicy Słońca jednej z najsłynniejszych komet – komety Halleya. Radiant roju jest nisko położony (rektascensja: 22h 32m, deklinacja: -1.0 stopnia) i wschodzi ponad horyzont około godziny 2:00 rano. Jest to czas, w którym można spodziewać się ciekawego widowiska, właśnie ze względu na niskie położenie radiantu. Można wtedy zauważyć „wystrzeliwanie meteorów w górę”. Dodatkową cechą tego roju są stosunkowo długie smugi, pozostające na niebie przez „dłuższy” czas. W czasie maksimum roju, można spodziewać się ok. 60 meteorów na godzinę (ZHR=60, zmienne w granicach 45-80). Prędkość jaką osiągają „spadające gwiazdy” to około 66 km/s.